# European Greenways Association
European Greenways Association (EGWA, Europejskie Stowarzyszenie Greenways) – międzynarodowa organizacja pozarządowa, która powstała w 1998 r. w celu popularyzacji ruchu zielonych szlaków – greenways i pobudzania współpracy krajów europejskich na rzecz greenways oraz zrównoważonego transportu i turystyki. Członkami stowarzyszenia są organizacje i instytucje zajmujące się tworzeniem i promocją zielonych szlaków greenways w Europie.

## Historia
Stowarzyszenie zostało założone w 1998 r. w Namur, w Belgii. Biuro wykonawcze EGWA znajduje się w Madrycie, w Hiszpanii. Decyzję o założeniu stowarzyszenia podjęto maju 1997 r. w ramach pierwszej europejskiej konferencji na temat zrównoważonego transportu i szlaków kolejowych (fr. Trafic lent et des Chemins du Rail) w Val-Dieu, Belgia. Inicjatorem powołania Stowarzyszenia był Gilbert Perrin z belgijskiej organizacji Chemins du Rail, twórca sieci greenways w Walonii, zbudowanej w oparciu o nieużytkowane trakty kolejowe. Sieć zwana RAVeL (fr. voies vertes en Wallonie) liczy 1500 km i była jedną z pierwszych inicjatyw greenways w Europie. Drugim ważnym ośrodkiem powstania ruchu greenways w latach 90. była Hiszpania, gdzie Fundacja Kolei Hiszpańskich (Fundación de los Ferrocarriles Españoles) powołała program hiszpańskich greenways (Programa Vías Verdes) w oparciu o wyłączone z użytkowania lub niedokończone lokalne linie kolejowe.
Obecnie (stan na 2024 r.) EGWA posiada 50 członków z 16 krajów Europy.

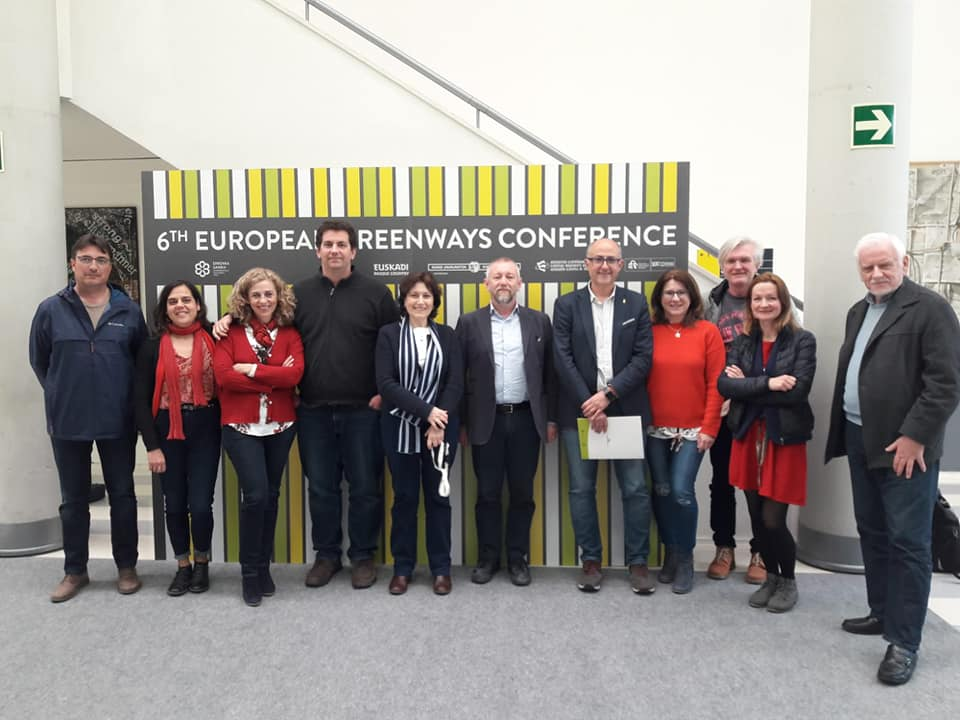
VI Europejska Konferencja Greenways w Vitoria-Gasteiz w Hiszpanii w 2019 roku, po prawej Gilbert Perrin, pierwszy prezes i twórca EGWA

### Cele organizacji
Do najważniejszych celów organizacji należą:
- przyczynianie się do zachowania infrastruktury, takiej jak nieczynne linie kolejowe (Rails-to-trails), dawne ścieżki holownicze wzdłuż rzek (Tow-paths) i szlaki historyczne (drogi rzymskie, szlaki pielgrzymkowe itp.) w celu przekształcenia ich w zielone szlaki odseparowane od ruchu samochodowego, bezpieczne i ogólnodostępne dla wielu grup użytkowników;
- zachęcanie do korzystania z transportu niezmotoryzowanego, prowadzenie inwentaryzacji potencjalnych tras i bazy danych istniejących szlaków w Europie;
- promowanie i koordynowanie wymiany wiedzy fachowej i informacji między różnymi stowarzyszeniami oraz instytucjami krajowymi i lokalnymi zaangażowanymi w rozwój zielonych szlaków w całej Europie;
- doradzanie organizacjom i instytucjom lokalnym i krajowym w zakresie tworzenia greenways;
- współpraca z instytucjami europejskimi w celu wspierania i kształtowania polityki UE dotyczącej zrównoważonego rozwoju, ochrony środowiska naturalnego i dziedzictwa, równomiernego rozwoju regionów oraz promocji zatrudnienia w zielonym sektorze.[potrzebny przypis]

### Europejska Nagroda Greenways
Co dwa lata EGWA przyznaje Nagrody pn. European Greenways Award za najlepsze szlaki Greenways w Europie.
W 2023 roku, podczas międzynarodowej Konferencji EGWA w Rzymie, po raz pierwszy wyróżnione Nagrodą zostały polskie Greenways:
- III miejsce w kategorii Excellence otrzymał projekt Urzędu Marszałkowskiego Województwa Zachodniopomorskiego pt. „Europejski Most i transgraniczny polsko-niemiecki greenway”.
- III miejsce w kategorii Exemplary Initiatives otrzymał projekt pt. „Transgraniczny Festiwal Rowerowy na Żelaznym Szlaku Rowerowym w Polsce i Czechach”, koordynowany przez Stowarzyszenie Rozwoju i Współpracy Regionalnej OLZA z Cieszyna[9].

### Definicja Greenways EGWA
EGWA przyjęło definicję Greenways zawartą w Deklaracji z Lille: Greenways to szlaki komunikacyjne zarezerwowane wyłącznie dla ruchu niezmotoryzowanego, tworzone w sposób zintegrowany, poprawiający zarówno środowisko, jak i jakość życia w regionie. Trasy te powinny spełniać zadowalające standardy jakościowe w zakresie szerokości, nachylenia i stanu nawierzchni, aby zapewnić, że są przyjazne i bezpieczne dla wszystkich użytkowników. Pod tym względem dawne ścieżki holownicze wzdłuż rzek czy nieczynne linie kolejowe są bardzo odpowiednimi zasobami dla tworzenia i rozwoju zielonych szlaków..
W praktyce greenways to wielofunkcyjne ekologiczne trasy turystyczne, rekreacyjne i komunikacyjne – rowerowe, piesze, rolkowe i in. niekolidujące z transportem samochodowym. Biegną wzdłuż dawnych historycznych szlaków, rzek, naturalnych korytarzy ekologicznych, dawnych traktów kolejowych (tzw. rails-to-trails) czy ścieżek holowiczych (canal towpaths). Ich celem jest promocja aktywnego stylu życia, poprawa zdrowia, ochrona środowiska naturalnego i dziedzictwa kulturowego oraz rozwój turystyki zrównoważonej i ekoturystyki.